# تعريب قيادة الجيش العربي

الملك حسين عام 1950

تعريب قيادة الجيش العربي هو قرار الملك الأردني الحسين بن طلال في أول آذار عام 1956 بالتنسيق مع حركة الضباط الأحرار الأردنيين بإعفاء قائد الجيش العربي وهو الضابط الأنجليزي «غلوب باشا» من منصبه إضافة إلى إعفاء كافة الضباط الأنجليز من مهاهم التي منحت لهم في اتفاقية عام 1946.
كانت بريطانيا دولة منتدبة على الأردن منذ عام 1921. وبعد الاستقلال عام 1946، وقعت اتفاقية مع الأردن تقضي بسيطرة الأنجليز على المناصب العليا في الجيش. في خمسينات القرن الماضي، زاد التوتر بين العاهل الأردني الحسين بن طلال وغلوب باشا بالإضافة إلى زيادة الكراهية للوجود الأجنبي في البلاد. وفي فجر يوم الأول من آذار، اتخذ الملك حسين قراره بتعريب قيادة الجيش العربي من الوجود الأجنبي وأصدر أمره إلى أعضاء تنظيم الضباط الأحرار لتنفيذ مغادرة غلوب باشا البلاد فوراً. ومذاك، تسلم الضباط الأردنيون كافة مواقع الجيش العربي الأردني.

## خلفية تاريخية
تولى الملك الحسين بن طلال رحمه الله سلطاته الدستورية في2 أيار 1953، بعد أن نودي به ملكاً على المملكة الأردنية الهاشمية في 11 أغسطس 1952 حيث طالباً في كلية سانت هيرست العسكرية، ولم يكن قد أكمل السابعة عشرة من عمره بعد، في تلك الفترة كما ينص الدستور حي ث تم تعيين مجلس الوصاية حتى 3 ايار 1953. في تلك الفترة حصلت المملكة الأردنية الهاشمية على استقلالها في وقت غير بعيد، لم يتجاوز 6 سنوات، ولكن المملكة خلال هذه الفترة كانت قد اجتازت ظروفاً صعبة حيث مرت في منعطفات هامة على الصعيدين العسكري والسياسي، فما ان حصلت على الاستقلال عام 1946 حتى بدأ الصراع العربي الإسرائيلي.
بدأت حرب عام 1948 بعد انسحاب القوات البريطانية من فلسطين وانهاء انتدابها، ودخل الجيش العربي الأردني القدس وخاض المعارك على أسوارها ومشارفها وفي أماكن أخرى من الضفة الغربية، وترتب على حرب 1948 تشريد نحو مليون لاجئ، فلسطيني واستمرت الاعتداءات الإسرائيلية على الأراضي الأردنية. لقد كان الجيش العربي يمر بمراحل التحديث والتطوير بعد أن تم إنشاء كتائب جديدة وألوية عسكرية في بداية الأربعينيات، حيث شاركت هذه الكتائب في حرب عام 1948 مثل كتائب المشاة الأولى والثانية والثالثة والرابعة، وتبع ذلك إنشاء كتائب جديدة هي الخامسة والسادسة والسابعة والثامنة والتاسعة والعاشرة والسرايا المستقلة.
أما على الصعيد السياسي فكان هناك تعديل في القانون الأساسي الصادر 1928 وفي الدستور الذي صدر عام 1947 بناء على المتغيرات السياسية المتمثلة في الاستقلال في عام 1946، وتوحيد الضفتين بعد مؤتمر أريحا عام 1950، وكان آخرها اغتيال الملك عبد الله الأول بن الحسين في المسجد الاقصى وهو يتهيأ لأداء صلاة الجمعة في عام 1951. وتبع ذلك وضع دستور جديد للمملكة خلال فترة حكم الملك طلال بن عبد الله، ثم المناداة بالأمير آنذاك الحسين بن طلال يرحمه الله في 11 آب عام 1952 ملكاً للمملكة الأردنية الهاشمية.
وكان على رأس الهرم القيادي في الجيش العربي الجنرال جون باجوت كلوب (كلوب باشا) كرئيس لأركان الجيش، الذي تسلم قيادة الجيش العربي كثاني ضابط بريطاني عام 1939، حيث كان أول قائد للجيش العربي هو الضابط البريطاني الفريق فريدريك بيك باشا عام 1924، وكان هناك ضباط انجليز يشغلون مراكز القيادة في مختلف وحدات الميدان، وبعض الأجهزة ومنها جهاز الاستخبارات، وفي ذلك الوقت كان جلالة الملك الحسين تلميذاً عسكرياً في كلية ساند هيرست العسكرية، وكان غير مرتاح للوضع العسكري في الجيش العربي وبخاصة أن على رأس الهرم العسكري قيادة أجنبية متمثلة في الجنرال كلوب والضباط الإنجليز، وأسرّ جلالته لبعض الضباط الأردنيين الذين التقاهم في لندن بأن طموحه أن يكون هناك ضباط أردنيون يتولون قيادة الجيش العربي.

## قرار التعريب

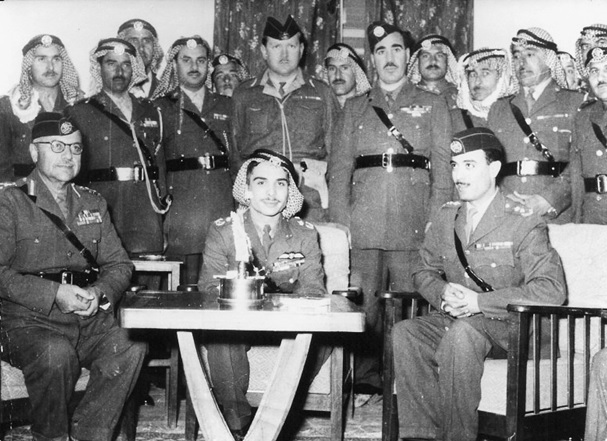
الجالسون من اليسار إلى اليمين: رئيس الأركان راضي عناب والملك حسين والمرافق الشخصي علي أبو نوار. وخلفهم ضباط أردنيون من الفيلق العربي أواخر عام 1956.

في صباح 1 مارس / آذار 1956، وقع الملك الحسين البالغ من العمر 21 عامًا على مرسوم ملكي بفصل جميع كبار الضباط البريطانيين وسلمه شخصيًا إلى رئيس الوزراء آنذاك سمير الرفاعي. وقد ذهل الرفاعي، بعد أن أدرك الآثار المترتبة على مثل هذه الخطوة.  ثم اتصل الرفاعي بغلوب إلى مكتبه وأبلغه بالقرار.   أخبر الرفاعي جلوب أنه اضطر لمغادرة البلاد في أقرب وقت ممكن، وأن القرار شمل أيضًا رئيس أركان جلوب العقيد دبليو إم هاتون، ومدير المخابرات العامة الكولونيل السير باتريك كوجيل وثمانية ضباط بريطانيين كبار آخرين. 
بعد معرفة السلطات البريطانية بالقرارات المتخذة، طالبت الحكومة البريطانية بغضب باستقالة جميع الضباط البريطانيين الآخرين في المناصب العليا. غادر غلوب باشا وعائلته في صباح اليوم التالي؛ ورافقهم اثنان من المسؤولين إلى المطار حيث تسلم غلوب صورة الحسين مع ملاحظة مكتوبة بخط اليد: «مع تقديرنا للخدمات الجيدة والمجهودات التي لا تعرف الكلل وتمنياتنا لسعادة جلوب باشا» تلاها التاريخ وتوقيع الملك.  [بحاجة لمصدر] تم تغيير اسم الفيلق العربي إلى «الجيش العربي الأردني»، وتم فصل الشرطة عن الجيش كمديرية للأمن العام تحت إشراف وزارة الداخلية، وتم اتخاذ قرار بعدة ترقيات داخل الجيش.  أصبح اللواء راضي عناب أول قائد للجيش العربي تنحية غلوب باشا كرئيس للأركان.  تمت ترقية علي أبو نوار إلى رتبة لواء وفي مايو 1956 حل محل عناب المتقاعد كرئيس للأركان.

### خطاب الملك الحسين
وفي الساعة السابعة والنصف من الأول من مارس نقلت الإذاعة الأردنية خطاب الملك الحسين المقتضب حول قرار التعريب جاء فيه:
"أيها الضباط والجنود البواسل: أحييكم أينما كنتم، وحيثما وجدتم، ضباطاً وحرساً وجنوداً وبعد:
فقد رأينا نفعاً لجيشنا وخدمة لبلدنا ووطننا، أن نجري بعضاً من الإجراءات الضرورية في مناصب الجيش، فنفذناها متكلين على الله العلي القدير، ومتوخين مصلحة امتنا وإعلاء كلمتها، وإنني آمل منكم كما هو عهدي بكم النظام والطاعة.
وأنت أيها الشعب الوفي، هنيئاً لك جيشك المظفر الذي وهب نفسه في سبيل الوطن، ونذر روحه لدفع العاديات عنك، مستمداً من تاريخنا روح التضحية والفداء، ومترسماً نهج الأُلى، في جعل كلمة الله هي العليا، إن ينصركم الله فلا غالب لكم".

وبعد تنحية الجنرال كلوب عرضت السعودية ومصر وسوريا على الملك الحسين أن تقوم بدفع معونة مالية للأردن في حالة قطع المعونة البريطانية أو التخلي عنها، وقد قام جلالته بزيارة سوريا حيث عقدت مباحثات مع رئيس الجمهورية السورية وتمخضت المحادثات عن صدور بيان مشترك حول إقرار اتفاقية عسكرية بين البلدين.

## أسباب القرار
من دوافع اتخاذ القرار لتعريب الجيش بشكل رئيس في اختلاف جلالة الملك الحسين كقائد أعلى للجيش العربي مع الجنرال كلوب في مسألتين هما: الأولى: دور الضباط العرب في الجيش العربي الأردني. والمسألة الثانية: الإستراتيجية الدفاعية للقوات المسلحة. فقد كان جلالة الملك الحسين يرغب في ترفيع الضباط الأردنيين إلى المناصب العليا في الجيش، وأن يتولوا قيادته طبقاً لخطة منطقية واقعية، حيث كانت المعاهدة الأردنية البريطانية تنص على حق الأردن في أن يستوفي مساعدة مالية تبلغ 12 مليون جنيه سنوياً، على أن تقدم بريطانيا الضباط اللازمين لتنظيم الجيش الأردني، ولكن الضباط الإنجليز من الناحية العملية والفعلية كانوا هم الذين يقودون الجيش، وهنا كان جلالة الملك الحسين قد مارس صلاحياته ومسؤولياته في تعزيز ثقة الضباط الأردنيين بأنفسهم وفي ترسيخ روح الكرامة والكبرياء القومي لتعزيز قناعتهم بمستقبل الأردن، وبدوره إزاء الوطن العربي الكبير، وكان الجنرال كلوب يقف عائقاً أمام تحقيق ذلك.

وقد شكل الجيش العربي ركناً أساساً من أركان الأردن، وبناء عليه أصبح (كلوب باشا) واحداً من الرجال الأقوى والأوسع سلطة في البلاد، وهذا بطبيعة الحال يفسر سيطرة بريطانيا على الشؤون العسكرية، وكان الضباط الأردنيون الشباب أصحاب الطموح يقصون أو يعهد إليهم بوظائف ثانوية، وكان جلالته يطالب بتدريب وتأهيل هؤلاء الضباط، ولم يستجب لطلبه إلا بعد مفاوضات اتسمت بالصبر والأناة وقد عرضت بريطانيا على جلالة الملك الحسين خطة لتعريب قيادة الجيش يتم بمقتضاها منح الضباط الأردنيين في المستقبل مزيداً من الامتيازات، والمستقبل هنا من وجهة نظرهم هو أن الجيش العربي سوف لن يستطيع الاعتماد على نفسه قبل ثلاثة عقود على أقل تقدير، وليس كل الجيش إنما سلاح الهندسة الملكي في الجيش العربي ويمكن أن يتولى قيادته ضابط أردني عربي في عام 1985، وهذا العرض حدث في عام 1956 وكأنهم يقولون سوف نتحدث عن هذا بعد ثلاثين عاماً.
في كتابه مهنتي كملكيقول الملك الحسين حول قراره لتعريب قيادة القوات المسلحة: كنت أرى أن علينا في حال نشوب حرب أن نؤمن دفاعنا عن طول الحدود الإسرائيلية الأردنية وأن نصمد مهما كلف الأمر حتى الموت، لقد كنت من أنصار الرد الفوري، وعبثاً أبنت وشرحت كل ذلك لكلوب، فقد كان الجنرال كلوب يواصل النصح بمراعاة جانب الحكمة والحذر، وكان يحبذ تراجع قواتنا إلى الضفة الشرقية في حالة قيام هجوم إسرائيلي، وهذا يعني احتلالاً إسرائيلياً، كان ذلك غير معقول، لقد ناقشنا أنا وكلوب هذه النظريات الدفاعية خاصة وأننا علمنا بأن الذخائر كانت تنقصنا وقلت عندئذ لكلوب لماذا لا نستطيع أن نحصل على المزيد من كميات السلاح؟.

## ردود الفعل
ارتفعت شعبية الملك الحسين في الأردن، فيما ملأ المتظاهرون الفرحون البلاد وهم يهتفون «يعيش الملك»! و «يعيش التعاون والوحدة العربية!»  صدمت القرارات غلوب وتشارلز ديوك - السفير البريطاني في الأردن - والحكومة البريطانية، على الرغم من أن التقارير الواردة من السفارة البريطانية حذرت من تزايد السخط داخل الأردن من دور جلوب. 
فوجئ الملك الحسين برد الفعل البريطاني الغاضب، حيث لم يقصد التخلي عن بريطانيا كحليف،  وعلى الرغم من دهشته من الشعور بالارتياح، نصح جلوب نفسه رئيس الوزراء البريطاني السير أنتوني إيدن بعدم التصعيد مع المملكة الأردنية الهاشمية.  وافقت بريطانيا في النهاية على عدم اتخاذ إجراء ضد الأردن بعد إرسال أليك كيركبرايد في مهمة هناك للاستفسار عن نوايا هذا القرار؛ أعاد ذكر ما كان متأكدًا منه بالفعل، وهو أن الحسين أراد الحفاظ على التحالف مع بريطانيا.  استمرت المساعدات البريطانية، بناءً على المعاهدة الأنجليزية الأردنية 1948.وأصبح الأول من اذار حفل سنوي وطني يقام في الأردن بمناسبة هذا الحدث التاريخي.

## الهيئة التأسيسية لحركة الضباط الأردنين الأحرار
وتشكلت القيادة علي الشكل التالي:
1. - الرئيس شاهر يوسف ابوشحوت
2. - نائب الرئيس قاسم الناصر
3. - السكرتير أحمد زعرور
4. - امين الصندوق تركي الهنداوي

أدى هذا القرار إلى توتر العلاقات مع الولايات المتحدة وبريطانيا من جهة، وإلى تحسنها مع مصر وسوريا من ناحيةٍ أخرى.